# Bahía de Cagway
La bahía de Cagway, o en inglés, Cagway Bay, como la llamaron los ingleses después de su llegada a Jamaica durante la invasión de 1655, era conocida por los primeros ocupantes tainos y españoles como la bahía de Caguay o Caguaya.
A su vez, la bahía recibió su nombre del nombre Taino para el cordón litoral ahora conocido como Palisadoes que protege la bahía o, como ahora se le conoce como Puerto de Kingston (Kingston Harbour). Edward Long argumentó en su «Historia de Jamaica» (1744) que los nombres eran «una corrupción de caragua, el nombre indio de coratoe, o gran aloe, que sobrepasa el adyacente cerro Saltpan».